# 37452 Spirit
Spirit (asteróide 37452) é um asteróide da cintura principal, a 3,0753279 UA. Possui uma excentricidade de 0,2205213 e um período orbital de 2 862,38 dias (7,84 anos).
Spirit tem uma velocidade orbital média de 14,99509235 km/s e uma inclinação de 8,27331º.
Este asteróide foi descoberto em 24 de Setembro de 1960 por Cornelis van Houten, Ingrid van Houten-Groeneveld.